# Gobernación de Marib
La gobernación de Marib o Ma'rib (en árabe: مأرب) es uno de los estados de Yemen. Su capital, Marib, fue establecida después del descubrimiento de yacimientos de petróleo en Alif el año de 1984.